# Hero Muller
Pour les articles homonymes, voir Muller.
 (décembre 2018).
Si vous disposez d'ouvrages ou d'articles de référence ou si vous connaissez des sites web de qualité traitant du thème abordé ici, merci de compléter l'article en donnant les références utiles à sa vérifiabilité et en les liant à la section « Notes et références ».
Hero Muller, né Heere Jurgen Vincentius Muller le 9 juin 1938 à Groningue et mort le 26 juillet 2021 à Blaricum, est un acteur et doubleur néerlandais.

## Filmographie

### Cinéma
- 1975 : Katie Tippel
- 1977 : Le Choix du destin (Soldaat van Oranje) : Le soldat
- 1983 : De vierde man (nl) : Josefs[3]
- 1983 : De zwarte ruiter (nl) [4]
- 1984 : Moord in extase (nl)de Hans Scheepmaker : Kees Bleeker[5]
- 1999 : Het monster van Toth : Verteller
- 2003 : Pipo en de p-p-Parelridder (nl) : Dikke Deur[6]
- 2005 : Kameleon 2 (nl) : Schipper
- 2010 : Mega Mindy et le Cristal noir (Mega Mindy en het Zwarte Kristal) : Klaus
- 2012 : Sprookjesboom de film (nl) : Sprookjesboom
- 2012 : Urfeld (nl) : Klaas
- 2013 : Nooit te oud (nl) : Kees Ouwehand
- 2013 : Bobby en de Geestenjagers : Baas
- 2015 : Mees Kees op de planken (nl) : Oude man

### Téléfilms
- 1969 : Floris : Kok
- 1970 : De klop op de deur (nl)
- 1975 : 21 van een kwartje : Boer (Agriculteur)
- 1989 : Jan Rap en z'n Maat : Chiel
- 1993 : Vrouwenvleugel (nl) : Vader van Eefje Winkel
- 1993 : Oppassen!!! (nl) : Piet
- 1993 : Goede tijden, slechte tijden : Meneer Steens
- 1993 : Ha, die Pa! (nl) : Koos
- 1993 : Vrienden voor het leven (nl) : Sergent Van der Strepen
- 1994-1998 : Onderweg naar Morgen : Cor de Zeeuw
- 1999 : Westenwind (nl): Willem Bakx
- 2000 : Ben zo terug (nl) : Ome Cor
- 2001 : Baantjer : Kok, Bert Beenhouwer
- 2003 : Bergen Binnen (nl) : Kees Brand
- 2004 : Ernst, Bobbie en de rest (nl) : De circusdirecteur
- 2005 : ZOOP (nl) : Baltazar
- 2006 : Jardins secrets : Bert Verschuur
- 2006-2009 : Het Huis Anubis (nl) : Zeno Terpstra
- 2007-2008 : Boven Wotter (nl) : Sicco Oosterman
- 2008 : Voetbalvrouwen (nl) : Vader van Oberon
- 2008 : De Co-assistent (nl) : Visser Gerard
- 2009 : Sprookjesboom (nl) (saison 4) : Sprookjesboom (Efteling)
- 2010 : Flikken Maastricht (saison 4) : Herman Kuyper
- 2012 : On Tour (saison 1) : Le Chauffeur
- 2013 : De Leeuwenkuil : Opa Johan Durvers
- 2013 : Feuten (nl) (saison 3) : Veteraan
- 2017 : Moordvrouw (saison 6) : Vader Kortooms
- 2018 : Flikken Maastricht (saison 12) : Meneer Holshuizen

### Doublage
- 1971 : De vrolijke piraten van Schateiland (nl) : Otto
- 1976 : Sesamstraat de Joan Ganz Cooney et Lloyd Morrisett : Harry Monster
- 1984 : Sneeuwwitje en de zeven dwergen (nl) : Toverspiegel
- 1984 : Transformers Optimus Prime
- 1985 : MASK de Bernard Deyriès, Bruno Bianchi et Jean Chalopin : Miles Mayhem
- 1987 : Les Schtroumpfs : De Kerstman
- 1987 : DuckTales de Matt Youngberg et Francisco Angones: Beuk Boef
- 1989 : David de Kabouter : David
- 1989 : Les Gummi : Koning Gregor
- 1994 : De Legende van de Bokkerijders (nl) : Pastoor (Efteling)
- 1996 : Buttons & Rusty (nl) : Franklin de wijze uil en Lester de krokodil
- 1998 : Mulan de Tony Bancroft et Barry Cook : Grote Voorvader
- 1998 : 1 001 Pattes : Jim
- 2000 : Argaï : divers rôles
- 2000 : Yu-Gi-Oh! de Kazuki Takahashi : Gozaburo Kaiba
- 2001 : Wunschpunsch de Michael Ende : Meneer Mekker
- 2001-2002 : Action Man : Dr X
- 2002 : Lilo et Stitch de Dean DeBlois et Chris Sanders : Gantoe
- 2003-2004 : Super Big (nl) : Zang titelsong
- 2006 : Sabrina : Oom Quigley
- 2006 : Cars de John Lasseter et Joe Ranft : Sergent
- 2006 : Martin et la Lumière fantôme : Sergent
- 2007 : Heavenly Sword : King Bohan
- 2009 : Matt et les Monstres : Burgemeester
- 2010 : Marmaduke de Tom Dey : Chupadogra
- 2011 : Cars 2 de John Lasseter et Brad Lewis : Sergent
- 2012 : The Muppets de Jim Henson : Statler
- 2013 : Transformers: Prime : Optimus Prime
- 2015 : Le Voyage d'Arlo (The Good Dinosaur) : Butch
- 2015 : Transformers Robots in Disguise : Mission secrète : Optimus Prime
- 2017 : Cars 3 de Brian Fee : Sergent
- 2017 : Coco : Chicharón

## Vie privée
Il est le père de l'acteur Peter Paul Muller.